# Superpozycja
Superpozycja – własność rozwiązań równania różniczkowego przejawiająca się w tym, że suma dwóch rozwiązań także jest rozwiązaniem równania. W podstawowym sensie własność ta może zostać wyrażona w inny sposób przez twierdzenie, że przestrzeń rozwiązań równania jest przestrzenią liniową. Tak wyrażone twierdzenie pozostaje prawdziwe, jeśli równanie różniczkowe jest liniowe.
Rozwiązania mogą stanowić grupę lub półgrupę.
Dla niektórych znanych równań nieliniowych prawo składania ma własną nazwę, np. dla równania Kortewega-de Vriesa, opisującego solitony, prawo to nosi nazwę transformacji Bäcklunda.
W fizyce określenie „superpozycja” oznacza zazwyczaj złożenie dwóch lub więcej rozwiązań równań pola (np. równania falowego), także będące rozwiązaniem. Zabieg superpozycji stosuje się na przykład, by z prostych rozwiązań równania zbudować rozwiązanie złożone, spełniające określone warunki brzegowe.
W mechanice kwantowej mówi się o superpozycji stanów kwantowych. Zazwyczaj stan (funkcja falowa) układu składa się ze stanów własnych pewnego operatora, czyli stanów o dobrze określonych wartościach pewnej wielkości fizycznej. Na przykład każdy stan swobodnej cząstki można złożyć z fal płaskich, czyli stanów o dobrze określonym pędzie. W stanie superpozycji występować mogą cząstki złożone, np. pion neutralny jest superpozycją stanów kwarkowych (kwark u)-(antykwark u) oraz (kwark d)-(antykwark d).
W 2010 roku po raz pierwszy stworzono obiekt widoczny gołym okiem (0,04 mm), który znajdował się w superpozycji dwóch stanów.